# Італійська Серія A 1948–1949

Команда «Торіно» в сезоні 1948–49.

Сезон 1948-49 Серії A — футбольне змагання у найвищому дивізіоні чемпіонату Італії, 18-й турнір з моменту започаткування Серії A. Участь у змаганні брали 20 команд, 2 найгірші з яких за результатами сезону полишили елітний дивізіон.
Переможцем сезону став клуб «Торіно», для якого ця перемога у чемпіонаті стала 6-ю в історії. Це «скудетто» стало п'ятим поспіль і останнім чемпіонським трофеєм, здобутим легендарним складом «Торіно», який домінував в італійському футболі у 1940-х.
Цей титул футболісти основного складу команди клубу отримали посмертно, оскільки усі його гравці трагічно загинули 4 травня 1949 року в авіакатастрофі біля Суперги, повертаючись з Португалії після матчу проти «Бенфіки». На момент загибелі основного складу «Торіно» до завершення сезону лишалося чотири тури і команда очолювала чемпіонські перегони. У турах, що лишилися, честь клубу в Серії A захищали гравці його молодіжної команди. Усі суперники («Дженоа», «Сампдорія», «Палермо» та «Фіорентіна») у цих матчах з поваги до загиблих чемпіонів також виставляли на поле молодіжні склади своїх клубів. Молодіжна команда «Торіно» перемогла в усіх чотирьох останніх іграх сезону, здобувши таким чином посмертний чемпіонський титул для своїх старших товаришів.
| Чемпіон Італії 1948/49 |
| ---------------------- |
| «Торіно» 6-й титул     |

## Команди-учасниці
Участь у турнірі брали 20 команд:

## Підсумкова турнірна таблиця
|                  |     | Турнірна таблиця 1948—1949 | О  | І  | В  | Н  | П  | М+ | М- |
| ---------------- | --- | -------------------------- | -- | -- | -- | -- | -- | -- | -- |
| Чемпіон Італії   | 1.  | «Торіно»                   | 60 | 38 | 25 | 10 | 3  | 78 | 34 |
|                  | 2.  | «Інтернаціонале»           | 55 | 38 | 22 | 11 | 5  | 85 | 39 |
|                  | 3.  | «Мілан»                    | 50 | 38 | 21 | 8  | 9  | 83 | 52 |
|                  | 4.  | «Ювентус»                  | 44 | 38 | 18 | 8  | 12 | 64 | 47 |
|                  | 5.  | «Сампдорія»                | 41 | 38 | 16 | 9  | 13 | 74 | 63 |
|                  | 6.  | «Болонья»                  | 41 | 38 | 12 | 17 | 9  | 53 | 46 |
|                  | 7.  | «Дженоа»                   | 40 | 38 | 14 | 12 | 12 | 51 | 51 |
|                  | 8.  | «Трієстіна»                | 38 | 38 | 13 | 12 | 13 | 59 | 59 |
|                  | 9.  | «Луккезе-Лібертас»         | 38 | 38 | 14 | 10 | 14 | 55 | 55 |
|                  | 10. | «Фіорентіна»               | 38 | 38 | 15 | 8  | 15 | 51 | 60 |
|                  | 11. | «Палермо»                  | 36 | 38 | 14 | 8  | 16 | 57 | 58 |
|                  | 12. | «Падова»                   | 36 | 38 | 12 | 12 | 14 | 45 | 64 |
|                  | 13. | «Лаціо»                    | 34 | 38 | 11 | 12 | 15 | 60 | 62 |
|                  | 14. | «Рома»                     | 32 | 38 | 12 | 8  | 18 | 47 | 57 |
|                  | 15. | «Аталанта»                 | 31 | 38 | 11 | 9  | 18 | 40 | 58 |
|                  | 16. | «Новара»                   | 31 | 38 | 12 | 7  | 19 | 52 | 74 |
|                  | 17. | «Про Патрія»               | 30 | 38 | 11 | 8  | 19 | 51 | 61 |
|                  | 18. | «Барі»                     | 30 | 38 | 10 | 10 | 18 | 30 | 50 |
| Вибув до Серії B | 19. | «Модена»                   | 29 | 38 | 9  | 11 | 18 | 36 | 49 |
| Вибув до Серії B | 20. | «Ліворно»                  | 26 | 38 | 9  | 8  | 21 | 39 | 71 |

## Найкращі бомбардири
Найкращим бомбардиром сезону 1948-49 Серії A став угорський форвард клубу «Інтернаціонале» Іштван Ньєрш, який відзначився 26 забитими голами.
|    | Гравець              | Команда          | Громадянство | Голів | (пенальті) |
| -- | -------------------- | ---------------- | ------------ | ----- | ---------- |
| 1° | Іштван Ньєрш         | «Інтернаціонале» | Угорщина     | 26    | 6          |
| 2° | Амедео Амадеї        | «Інтернаціонале» | Італія       | 22    | -          |
| 3° | Іштван Міке          | «Болонья»        | Угорщина     | 21    | 1          |
| 4° | Карло Страделла      | «Ліворно»        | Італія       | 19    | 3          |
| 5° | Ріккардо Карапеллезе | «Мілан»          | Італія       | 18    | -          |
| 6° | Ґуннар Нордаль       | «Мілан»          | Швеція       | 16    | -          |
|    | Валентіно Маццола    | «Торіно»         | Італія       | 16    | -          |
| 8° | Джузеппе Бальдіні    | «Сампдорія»      | Італія       | 15    | 2          |
|    | Джамп'єро Боніперті  | «Ювентус»        | Італія       | 15    | -          |
|    | Ренато Джеї          | «Сампдорія»      | Італія       | 15    | -          |
|    | Йон Гансен           | «Ювентус»        | Данія        | 15    | 3          |
|    | Бруно Іспіро         | «Трієстіна»      | Італія       | 15    | -          |
|    | Сільвіо Піола        | «Новара»         | Італія       | 15    | 2          |

Амедео Амадеї забив сотий м'яч у матчах Серії «А». По завершенні сезону, до десятки найвлучніших голеадорів ліги входять: Сільвіо Піола (219), Джузеппе Меацца (216), Гульєльмо Габетто (165), Карло Регуццоні (155), Феліче Борель (131), Етторе Пурічеллі (119), П'єтро Ферраріс (113), Джованні Феррарі (112), Анджело Ск'явіо (109), Альдо Боффі (109).

## Склад чемпіонів
| Основний склад | Проведені матчі (голи) |
| --- | ---------------------- |
| Бачігалупо Балларін Рігамонті Марозо Грецар Мартеллі Лоїк Маццола Менті Оссола Габетто |                        |
| Валеріо Бачігалупо † (32, 31п) |                        |
| Альдо Балларін † (32, 1) |                        |
| Маріо Рігамонті † (31, 1) |                        |
| Вірджиліо Марозо † (18) |                        |
| Джузеппе Грецар † (21, 3) |                        |
| Даніло Мартеллі † (28) |                        |
| Еціо Лоїк † (28, 9) |                        |
| Валентіно Маццола † (30, 16) |                        |
| Ромео Менті † (29, 9) |                        |
| Франко Оссола † (25, 11) |                        |
| Гульєльмо Габетто † (34, 8) |                        |
| Інші гравці: Еусебіо Кастільяно † (21, 1), П'єро Оперто † (11), Рубенс Фадіні † (10, 1), Еміле Бонджорні † (8, 2), Луїджі Джуліано (8, 4), Юліус Шуберт † (5, 1), Альфіо Бальбіано (2), П'єтро Більїно (2), Ренато Гандольфі (2, 1п), Сауро Тома (2), Руджеро Грава † (1). |                        |

- Технічний директор: Ернест Ербштейн.
- Тренер: Леслі Лівслі.